# 庆隆镇
庆隆镇，是中华人民共和国重庆市铜梁区下辖的一个乡镇级行政单位。

## 行政区划
庆隆镇下辖以下地区：
镜滩社区、冬笋村、金源村、庆新村和同康村。